# 막스 W. 키미히
막스 빌헬름 키미히(독일어: Max Wilhelm Kimmich, 1893년 11월 4일 ~ 1980년 1월 16일)는 M. W. 키미히(독일어: M. W. Kimmich)라고도 알려진 20세기 전반 동안 독일 영화 감독이자 시나리오 작가였다. 그는 나치 선전 장관 요제프 괴벨스의 처남이었다.

## 어린 시절
그는 서독의 울름에서 화가, 미술 선생님, 작가인 카를 키미와 그의 아내인 성 아우텐리에트 사이에서 태어났다. 그에게는 13살 연상인 카를 키미히라는 이름의 형이 있었다. 그의 형이 은행업을 하는 동안, 막스 키미히는 시험을 마치고 학교에 합격한 후 카를스루에와 베를린에 있는 사관학교를 방문했고 나중에 제1차 세계 대전에서 일반 장교로 싸웠다. 전쟁 후, 그는 몇 가지 용어를 위해 의학을 공부했지만, 1920년대 초에 그는 연극과 영화, 특히 미국 영화에 매력을 느끼게 되었다. 그래서 그는 독일 영화사에서 조수와 연극 고문으로 일하기 시작했다. 그 후 그는 Rocus Gliese 영화사에서 보조 제작자와 후에 제작자가 되었다. 1924년, 그는 Universal Studios에서 시나리오 작가로 그리고 자신에 따르면 감독으로 일했던 할리우드로 갔다. 그러나 그가 미국에서 실제로 자리를 잡을 수 없었기 때문에, 1929년에 그는 독일로 돌아갔다. 다음 해에, 그는 그의 첫 번째 사운드 영화 "열정의 파도" (Wellen der Leidenschaft)의 음악을 작곡했다. 다음 몇 년 동안, 그는 "거짓말 아래" (1931/1932), "보이지 않는 전선" (1932), 또는 "비밀 보호국" (1933)과 같은 망토와 단검 영화의 대본을 다양한 파트너들과 함께 편집했다.

## 나치 시절
1933년 나치가 권력을 장악한 후, 키미의 경력은 호황을 누리기 시작했다. 그는 몇몇 모험 영화들의 대본을 썼고 - 때로는 1935년의 행맨, 여인들, 병사들과 같은 민족주의적인 터치로 - 하리 피엘과 파울 베게너와 같은 감독들을 위해 일했다. 1938년, 그는 다음 해 브레슬라우에서 라디오 드라마로도 방송되었던 범죄 영화인 감독으로서의 그의 첫 번째 영화를 제작했다. 1938년 2월, 그는 선전 장관 요제프 괴벨스의 막내 여동생인 마리아 괴벨스와 결혼했다. 후자는 키미히가 그의 여동생에게 정말로 관심이 있지 않고, 결혼이 그에게 줄 훌륭한 인맥들에만 관심이 있다고 의심했기 때문에, 처음에 이 관계에 대해 회의적이었던 것으로 보인다. (영화가 나치에게 중요한 선전 매체였기 때문에, 이것은 꽤 가능했다.) 키미히는 1937년 여름에 사적인 대화를 통해 괴벨스의 의심을 누그러뜨릴 수 있었고, 결혼은 그 다음 해에 이루어졌다. 그는 잠자는 병에 대한 약을 개발하는 과학자들을 묘사하는 예를 들어, 1940/1941년의 아일랜드를 위한 나의 삶, 1942년의 독일인을 전문으로 했다. 나치 영화 잡지들이 후자를 개봉 직후 칭찬한 반면, 그것은 오늘날 다소 약하다고 여겨진다. 킴미치의 다른 영화들 중 몇몇은 그 해에 공식적인 추천을 받았다. 1933/1934년의 시카고의 도망자, 1934년의 나 자신을 당신의 마음으로 노래하다, 1935년의 행맨, 1940년의 글레나본의 여우, 1938/1939년의 네 번째 남자 실종자는 "예술적으로 가치 있는" 작품으로 추천되었다. 그러나 그는 "아일랜드를 위한 나의 삶"으로 가장 많은 추천을 받았다. 이 1940/1941년 영화는 "예술적으로 그리고 국가적으로 가치 있는" 영화일 뿐만 아니라 "청소년들에게 특히 적합한" 영화로 추천되었다. 그가 시작한 그의 마지막 영화인 땅콩은 토비스에서 1944년에 끝났다. 이 영화를 작업하는 동안 키미히는 비엔나에 있었고 연합군의 침략을 목격했다고 전해지지만 괴벨스의 전기 작가 커트 리스는 킴미치가 베를린에 있었고 1945년 4월 19일 그의 아내, 장모와 함께 거의 포위된 마을을 탈출했다고 말한다.

## 전쟁 이후
독일이 항복한 후, 키미히는 그의 가족과 함께 뮌헨에서 약 24km 떨어진 뫼를라흐라는 작은 마을로 이사했다(그는 1945년 초에 아버지가 되었다). 그 곳에서 그들은 거의 1년 동안 가짜 이름으로 살았지만, 1946년 6월에 그는 미국 점령군에게 그들의 진짜 신원을 공개했다. 그 후, 그와 그의 아내, 그리고 그의 장모는 그들이 요제프 괴벨스와 연락을 하지 않았고, 그로부터 어떤 돈도 받은 적이 없다고 주장하며, 미국인들로부터 여러 차례 심문을 받았다. 키미히는 요제프 괴벨스가 - 그의 일기장과는 달리 - 그의 친척들을 거의 돌보지 않았다고 주장했다. 그의 처남의 이러한 행동은 그가 베를린에 남아서 자살을 하라는 괴벨스의 명령을 부인하는데 결정적이었다. 첫 번째 인터뷰 이후 2주 후인 1946년 6월 25일에 미국인 기자에 의해 찍힌 - 그녀의 어머니, 할머니와 함께 있는 그의 딸만을 보여주는 - 사진이 있었기 때문에, 추측이 있다. 그 사진의 설명은 그 어린 소녀가 18개월이었다고 언급했다.
연합국은 그의 영화 "아일랜드를 위한 나의 인생," "글레나본의 여우" (또 다른 반영국 선전 영화)와 저마린을 금지했다. 그러나, 1950년대 초, 그 금지는 다시 한번 독립을 얻었던 독일 영화 산업에 의해 해제되었다. 그의 영화 "모스크바-상하이"는 1949년에 서독 영화관에서 상영되었고, 현재 "상하이로 가는 길"이라고 불린다. 그 다음 해 동안, 그는 작가로서 일했고, 라디오와 텔레비전 방송을 위한 여러 대본을 제작했고, 1950년대 후반까지 - 독일 영화 협회 (뮌헨 영화사인 Defir)에서도 일했다. 1950년대 중반부터, 그와 그의 아내는 요제프 괴벨스의 일기와 프랑수아 제누드의 다른 미발표 작품들의 출판으로 돈을 벌었다(그의 마지막 유언장과 유언장에서, 괴벨스는 그의 여동생을 그의 유일한 상속자로 지정했다). 막스 키미히는 1980년 1월 16일 86세의 나이로 이킹에서 사망했다.